# All or nothing (альбом)
«All or nothing» (укр. Усе або нічого) — другий студійний альбом української співачки Джамали, що з'явився навесні 2013 року.

## Список пісень
| #     | Назва                     | Автор слів                                | Автор музики         | Тривалість |
| ----- | ------------------------- | ----------------------------------------- | -------------------- | ---------- |
| 1.    | «All or nothing»          | Олена Чубуклієва, Сусана Джамаладінова    | Сусана Джамаладінова | 3:52       |
| 2.    | «How to explain»          | Тетяна Скубашевська                       | Сусана Джамаладінова | 4:06       |
| 3.    | «Кактус»                  | Сусана Джамаладінова, Вікторія Платова    | Сусана Джамаладінова | 3:57       |
| 4.    | «What's worse»            | Сусана Джамаладінова, Тетяна Скубашевська | Сусана Джамаладінова | 3:37       |
| 5.    | «All these simple things» | Сусана Джамаладінова                      | Сусана Джамаладінова | 3:35       |
| 6.    | «Your love»               | Олена Чубуклієва                          | Сусана Джамаладінова | 4:17       |
| 7.    | «У осени твои глаза»      | Вікторія Платова                          | Сусана Джамаладінова | 3:23       |
| 8.    | «Я люблю тебя»            | Вікторія Платова                          | Сусана Джамаладінова | 2:45       |
| 9.    | «Why is that»             | Сусана Джамаладінова, Олена Чубуклієва    | Сусана Джамаладінова | 4:12       |
| 10.   | «I'm like a bird»         | Сусана Джамаладінова, Олена Чубуклієва    | Сусана Джамаладінова | 3:33       |
| 11.   | «Hurt»                    | Тетяна Скубашевська                       | Сусана Джамаладінова | 4:03       |
| 12.   | «Unutmasan»               | народні                                   | народні              | 5:11       |
| 46:31 |                           |                                           |                      |            |

## Історія релізу
| Регіон  | Дата            | Формат                  | Лейбл |
| ------- | --------------- | ----------------------- | ----- |
| Україна | 19 березня 2013 | Цифрова дистрибуція, CD | Moon  |